# Cuidadito Compay Gallo
Cuidadito Compay Gallo è una guaracha composta dal cantautore e chitarrista Ñico Saquito nel 1935. Questo fu il primo successo del grande cantautore, tuttavia fu portata alla conoscenza del grande pubblico dal Trio Matamoros che fu il primo gruppo a inciderla.
Saquito la inciderà con il cantante Antonio Fernandez il 6 febbraio 1937.